# ジョン・A・キー
ジョン・アレグザンダー・キー（英語: John Alexander Key, 1871年12月30日 - 1954年3月4日）は、オハイオ州選出のアメリカ合衆国下院議員である。

## 生涯
オハイオ州マリオンで生まれ、公立学校に通った。その後印刷機の販売を行ったほか、1897年から1903年まで市の郵便配達員を、1903年から1908年までマリオン郡の法務官を、1908年から1912年までオハイオ州選出下院議員カール・C・アンダーソンの秘書を務めた。
民主党員として第63議会、第64議会、及び第65議会（1913年3月4日 - 1919年3月3日）の議員に選出され、年金委員会の委員長（第63議会から第65議会）を務めた。1918年、第66議会議員選に落選。その後、石油産業に従事した。1934年から連邦刑務所の調査責任者を務め、1941年に引退した。1954年3月4日、オハイオ州マリオンで死去。マリオン墓地に埋葬された。